# Ctenodes zonata
Ctenodes zonata är en skalbaggsart som beskrevs av Johann Christoph Friedrich Klug 1825. Ctenodes zonata ingår i släktet Ctenodes och familjen långhorningar. Inga underarter finns listade i Catalogue of Life.